# Thiên tài lang băm
Yong-pal (tiếng Hàn: 용팔이; Romaja: Yongpal-ie) là một bộ phim truyền hình Hàn Quốc sản xuất năm 2015 với sự tham gia của Joo Won và Kim Tae-hee. Ban đầu bộ phim dự kiến phát sóng 16 tập vào lúc 21:55 thứ Tư và Năm trên kênh SBS, bắt đầu từ ngày 5 tháng 8 năm 2015, nhưng sau đó do sức hút lớn từ khán giả nên được kéo dài thêm 2 tập.

## Nội dung
Kim Tae-hyun là một bác sĩ phẫu thuật tài năng, giới xã hội đen thường gọi anh là Yong-pal. Vì cần tiền để chữa bệnh cho em gái nên Tae-hyun phải thực hiện những ca phẫu thuật phi pháp, bệnh nhân của anh là những tay anh chị máu mặt trong thế giới ngầm. Tae-hyun sau đó gặp "Công chúa ngủ trong rừng" Han Yeo-Jin, một nữ thừa kế, người đang hôn mê trong bệnh viện.

## Diễn viên
Diễn viên chính
- Joo Won vai Kim Tae Hyun[5]

Một bác sĩ phẫu thuật tài năng, được biết đến với cái tên Yong-pal
- Kim Tae-hee vai Han Yeo Jin

Người thừa kế chính Tập đoàn Hanshin
- Jo Hyun-jae vai Han Do Joon

Anh trai cùng cha khác mẹ với Han Yeo-jin, người mong muốn có được gia sản của cô
- Chae Jung-ahn vai Lee Chae Young

Vợ Han Do-joon
Tầng 12 Bệnh viện Hanshin
- Jung Woong-in vai Trưởng khoa Lee
- Bae Hye-sun vai Y tá Hwang
- Stephanie Lee vai Cynthia

Bệnh viện Hanshin
- Jo Bok-rae vai Park Tae Yong
- Cha Soon-bae vai Trưởng khoa Shin
- Kim Mi-kyung vai Y tá trưởng Kang Soo Min, phòng mổ
- Oh Na-ra vai Y tá, phòng chăm sóc đặc biệt
- Park Pal-young vai Giám đốc bệnh viện Byung
- Moon Ji-in vai Y tá Song
- Yoo Joon-hong vai Thực tập sinh 1
- Im Hwa-young vai Thực tập sinh 2
- Kim Don-sSuk vai Kim Do Young (Thực tập sinh 3)
- Kim Kwang-in vai Lee Seung Hoon

Người quen của Tae-hyun
- Song Kyung-chul vai Doo Chul
- Ahn Se-ha vai Man Shik
- Park Hye-soo vai Kim So Hyun (em gái)
- Choi Joon-yong vai bố Tae Hyun
- Kim Na-woon vai mẹ Tae Hyun

Tập đoàn Hanshin
- Nam Myung-ryul vai bố Chae Young
- Jang Kwang vai Chủ tịch Go

Cảnh sát
- Yoo Seung-mok vai Thanh tra Lee
- Jo Hwi vai Thanh tra Kim

Diễn viên khác
- Choi Min vai Choi Sung Hoon (Andre)
- Choi Byung-mo vai Secretary Min (trợ lý của Han Do Joon)
- Min Jin-woong vai Lee Sang Chul (vệ sĩ của Tae Hyun)

## Rating
| Tập       | Ngày chiếu          | Thị phần khán giả bình quân | Thị phần khán giả bình quân | Thị phần khán giả bình quân | Thị phần khán giả bình quân |
| Tập       | Ngày chiếu          | TNmS Ratings                | TNmS Ratings                | AGB Nielsen                 | AGB Nielsen                 |
| Tập       | Ngày chiếu          | Toàn quốc                   | Vùng thủ đô Seoul           | Toàn quốc                   | Vùng thủ đô Seoul           |
| --------- | ------------------- | --------------------------- | --------------------------- | --------------------------- | --------------------------- |
| 1         | 5 tháng 8 năm 2015  | 9.2% (9th)                  | 11.2% (5th)                 | 11.6% (4th)                 | 12.9% (3rd)                 |
| 2         | 6 tháng 8 năm 2015  | 11.8% (5th)                 | 14.9% (3rd)                 | 14.1% (3rd)                 | 16.0% (3rd)                 |
| 3         | 12 tháng 8 năm 2015 | 12.5% (5th)                 | 15.8% (3rd)                 | 14.5% (3rd)                 | 16.3% (3rd)                 |
| 4         | 13 tháng 8 năm 2015 | 15.3% (3rd)                 | 18.8% (2nd)                 | 16.3% (3rd)                 | 17.8% (2nd)                 |
| 5         | 19 tháng 8 năm 2015 | 16.4% (3rd)                 | 19.4% (2nd)                 | 18.0% (2nd)                 | 20.3% (2nd)                 |
| 6         | 20 tháng 8 năm 2015 | 18.1% (3rd)                 | 20.7% (2nd)                 | 20.4% (2nd)                 | 22.2% (2nd)                 |
| 7         | 26 tháng 8 năm 2015 | 17.1% (3rd)                 | 21.2% (2nd)                 | 19.2% (2nd)                 | 21.4% (1st)                 |
| 8         | 27 tháng 8 năm 2015 | 18.4% (2nd)                 | 21.9% (1st)                 | 20.5% (2nd)                 | 22.8% (2nd)                 |
| 9         | 2 tháng 9 năm 2015  | 15.7% (4th)                 | 18.2% (2nd)                 | 17.0% (3rd)                 | 19.1% (2nd)                 |
| 10        | 3 tháng 9 năm 2015  | 16.3% (2nd)                 | 19.3% (2nd)                 | 17.4% (2nd)                 | 19.3% (2nd)                 |
| 11        | 9 tháng 9 năm 2015  | 15.9% (3rd)                 | 18.4% (2nd)                 | 19.3% (2nd)                 | 21.7% (2nd)                 |
| 12        | 10 tháng 9 năm 2015 | 18.2% (2nd)                 | 21.3% (2nd)                 | 19.1% (2nd)                 | 21.0% (2nd)                 |
| 13        | 16 tháng 9 năm 2015 | 18.0% (2nd)                 | 21.0% (2nd)                 | 21.5% (2nd)                 | 23.7% (1st)                 |
| 14        | 17 tháng 9 năm 2015 | 19.5% (2nd)                 | 21.8% (2nd)                 | 20.9% (2nd)                 | 22.3% (2nd)                 |
| 15        | 23 tháng 9 năm 2015 | 17.8% (2nd)                 | 20.0% (2nd)                 | 20.0% (2nd)                 | 22.3% (2nd)                 |
| 16        | 24 tháng 9 năm 2015 | 19.2% (2nd)                 | 21.0% (1st)                 | 20.2% (2nd)                 | 22.3% (2nd)                 |
| 17        | 30 tháng 9 năm 2015 | 16.4% (3rd)                 | 18.2% (2nd)                 | 18.4% (3rd)                 | 20.0% (2nd)                 |
| 18        | 1 tháng 10 năm 2015 | 19.6% (2nd)                 | 21.4% (2nd)                 | 20.4% (2nd)                 | 21.6% (2nd)                 |
| Bình quân | Bình quân           | 16.4%                       | 19.1%                       | 18.3%                       | 20.2%                       |

Key
- Xanh-Rating thấp nhất
- Đỏ-Rating cao nhất

## Giải thưởng và đề cử
| Năm  | Giải thưởng                | Hạng mục                                           | Đề cử         | Kết quả   |
| ---- | -------------------------- | -------------------------------------------------- | ------------- | --------- |
| 2015 | Korea Drama Awards 2015    | Nghệ sĩ xuất sắc nhất (Daesang)                    | Joo Won       | Đề cử     |
| 2015 | Korea Drama Awards 2015    | Phim xuất sắc nhất                                 | Yong-pal      | Đề cử     |
| 2015 | Korea Drama Awards 2015    | Nữ diễn viên xuất sắc nhất                         | Kim Tae-hee   | Đoạt giải |
| 2015 | Korea Drama Awards 2015    | Biên kịch xuất sắc nhất                            | Jang Hyuk-rin | Đoạt giải |
| 2015 | APAN Star Awards lần thứ 4 | Nam diễn viên xuất sắc nhất thể loại phim ngắn tập | Joo Won       | Đề cử     |
| 2015 | APAN Star Awards lần thứ 4 | Nữ diễn viên xuất sắc nhất thể loại phim ngắn tập  | Kim Tae-hee   | Đề cử     |
| 2015 | APAN Star Awards lần thứ 4 | Nữ diễn viên phụ xuất sắc nhất                     | Chae Jung-an  | Đoạt giải |

## Phát sóng quốc tế
- Indonesia - ONE TV ASIA
- Malaysia - ONE TV ASIA
- Singapore - ONE TV ASIA
- Philippines - GMA Network
- Nhật Bản - KNTV
- Việt Nam - HTV2